# سیاره بی‌هسته
سیاره بی‌هسته نوعی فرضی از سیاره زمین‌سان است که هسته فلزی ندارد، بنابراین در واقع گوشته‌ای سنگی و غول پیکر است. این نوع از سیاره می‌تواند در مناطق سردتر و دور از ستاره تشکیل شود.

## ریشه
طبق مقاله ای در سال ۲۰۰۸ توسط سارا سیگر و لیندا الکینز-تانتون، احتمالاً دو راه وجود دارد که در آن سیاره بدون هسته ممکن است تشکیل شود.
در حالت اول، سیاره از مواد غنی از آب کاملاً اکسید شده شبیه کندریت تشکیل می‌شود، جایی که تمام آهن فلزی به کریستال‌های معدنی سیلیکات متصل می‌شود. چنین سیاراتی ممکن است در مناطق سردتر و دورتر از ستاره مرکزی تشکیل شوند.
در حالت دوم، سیاره از مواد غنی از آب و غنی از آهن تشکیل می‌شود. با این حال آهن فلزی با آب واکنش می‌دهد تا اکسید آهن تشکیل دهد و هیدروژن را قبل از تجزیه هسته فلزی آزاد کند. به شرطی که قطرات آهن به خوبی مخلوط شده و به اندازه کافی کوچک باشند (کمتر از ۱ سانتی‌متر)، نتیجه نهایی پیش‌بینی شده این است که آهن اکسید شده و در گوشته به دام افتاده و قادر به تشکیل هسته نیست.